# NGC 570
NGC 570 је спирална галаксија у сазвежђу Кит која се налази на NGC листи објеката дубоког неба.
Деклинација објекта је - 0° 56' 55" а ректасцензија 1h 28m 58,5s. Привидна величина (магнитуда) објекта NGC 570 износи 12,8 а фотографска магнитуда 13,7. NGC 570 је још познат и под ознакама UGC 1061, MCG 0-4-162, CGCG 385-159, PGC 5539.